# Brian Jackson (musicien)
Pour les articles homonymes, voir Brian Jackson et Jackson.
 (avril 2014).
Si vous disposez d'ouvrages ou d'articles de référence ou si vous connaissez des sites web de qualité traitant du thème abordé ici, merci de compléter l'article en donnant les références utiles à sa vérifiabilité et en les liant à la section « Notes et références ».
Brian Jackson, né le 11 octobre 1952, est un claviériste, flûtiste, chanteur, compositeur et producteur américain. Il est surtout connu pour ses collaborations avec Gil Scott-Heron dans les années 1970.

## Biographie
Originaire du quartier de Brooklyn à New York, Brian Jackson rencontre Gil Scott-Heron alors qu'ils fréquentent l'université de Lincoln, en Pennsylvanie. Ils débutent une collaboration dans l'écriture, la production et l'enregistrement qui durera dix ans. Jackson a composé la plupart des musiques qui forment leurs albums communs. L'année 1971 marque le début de leur collaboration. Jackson s'occupe des parties de piano sur le deuxième album de Gil Scott-Heron, Pieces of a Man, avec Ron Carter à la contrebasse et contenant la chanson « The Revolution Will Not Be Televised ». En 1972, sort l'album Free Will, suivi en 1974 de Winter in America, le premier album à avoir reçu Jackson en co-facturation. L'album contient le plus grand succès de leur collaboration, la chanson « The Bottle ». En 1979, ils avaient enregistrés dix albums, avant de se séparer l'année suivante.
Brian Jackson a continué à être actif dans les années 1980 et 1990, en collaborant avec Earth, Wind and Fire ou encore Stevie Wonder. Le premier album de Brian Jackson, Gotta Play, sort en octobre 2000, incluant les participations de Roy Ayers et de Gil Scott-Heron.
Brian Jackson est toujours actif, jouant avec le claviériste Lonnie Liston Smith et le pianiste jazz Mark Adams sous le nom de groupe A Soulful Night of Key.

### Gil Scott-Heron & Brian Jackson

#### Albums
- 1974 : Winter in America (Strata East)
- 1975 : The First Minute of a New Day (Arista Records)
- 1975 : From South Africa to South Carolina (Arista)
- 1976 : It's Your World (Live)|It's Your World (Arista)
- 1977 : Bridges  (Arista)
- 1980 : 1980 (Arista)

#### Singles
- Ain't No Such Thing as Superman 7" (1975), Arista
- (What's The Word) Johannesburg 7" (1975), Arista
- The Bottle 7" (1976), Arista
- Hello Sunday, Hello Road 7" (1977), Arista
- Under The Hammer 7" (1978), Arista
- Angel Dust" 7 (1978), Arista
- Show Bizness 7" (1978), Arista
- Shut 'Um Down 7"/12" (1980), Arista
- Willing 7" (1980), Arista
- The Bottle (drunken mix) 7"/12" (1980), Inferno

### Brian Jackson
- Gotta Play (2000), RMG
- Kentyah Presents: Evolutionary Minded featuring M1, Brian Jackson and the New Midnight Band (2013), Motéma
- "Young Pablo" (2017), More than music fam
- "This is Brian Jackson" (2022), BEE
- "Of Corners & Bridges" (2025), Selo Sesc